# Макашенская волость
Макашенская волость (латыш. Makašēnu pagasts) — бывшая территориальная единица Резекненского уезда Латвии. Находилась на востоке республики, в историческом регионе Латгалия. Администрация волости до 1949 года была расположена в селе Иугулова (Ивгулова).

## История
В 1935 году площадь Макашенской волости Резекненского уезда составляла 152,8 км², при населении в 7 622 жителя. Национальный состав: латыши — 66,1 %, русские — 31,4 %, поляки — 1,8 %, прочие — 0,7 %.
В 1945 году в составе Макашенской волости находились Макашенский, Брожгульский, Чакшский, Гайлумский, Клеперский, Межарский, Пудерский и Вусарский сельские советы. После упразднения Резекненской волости 31 декабря 1949 года, все они были включены в состав Резекненского района.
В наши дни территория бывшей Макашенской волости распределена между Аудринской, Илзескалнской, Веремской, Наутренской, Гришканской и Озолмуйжской волостями Резекненского края.

## Известные уроженцы
- Кемпс, Францис (1876—1952) — известный латгальский и латышский общественно-политический деятель, писатель, журналист.
- Шадурскис, Петерис (1893—1965) — латгальский и латышский общественно-политический деятель, юрист.